# Lukács Ödön
Lukács Ödön (Sályi (Szatmár megye), 1843. augusztus 15. – Nyíregyháza, 1896. március 1.) református esperes-lelkész, megyebizottsági tag, író, költő, lapszerkesztő.

## Élete
Lukács István lelkész és Csonka Zsófia fia. 1851-ben Sárospatakon járt gimnáziumba; 1860-ban teológiát hallgatott és pályanyertes műveivel feltűnt. 1864-ben az iskolai széknek jegyzője, 1865-ben a II. gimnaziális osztály vezetője volt. Az 1866-67. iskolai évben a gimnáziumra előkészítő osztályokat vezette. 1867-ben a főiskola seniora lett. Szándéka volt külföldre menni, de közbejött betegsége miatt ezen szándéka nem teljesülhetett. 1869 júliusában az első segédlelkészi vizsgát tette le és a zsurki református egyházba rendeltetett segédlelkésznek. 1870 februárjában a nyíregyházi református egyház választotta meg rendes lelkészének, 1880 júniusában pedig a felső-szabolcsi egyházkerület esperese lett. Sikerült neki egyházában templomot építtetni, új iskolai helyiséget szerezni és egy második orgonistasággal egybekötött tanítói állomás fölállítására alapot gyűjteni. 1872-ben egyházmegyéjében aljegyző, 1875-ben tanácsbiró, 1879-ben főjegyző, 1880-ban pedig esperes lett. Egyházkerülete képviselője volt az 1882. évi debreceni és az 1891-93. évi budapesti zsinaton. A tiszántúli egyházkerületi egyházi értekezlet 1894-ben megalakulván, őt választotta elnökévé.
A költői történelmi és teológiai irodalom terén munkálkodott; dolgozatai a Protestáns Egyházi és Iskolai Lapban, a Sárospataki Lapokban, a Debreczeni Lapban, a Beregben és a Szabolcsban (1873-74. Egy család története, regényes korrajz) jelentek meg; költeményei a sárospataki Emlékkönyvben (1866.), a Vasárnapi Ujságban (1868-1869., 1871., 1879.) és a Nefelejtsben.

## Munkái
- Lukács Ödön kisebb versei. Nyiregyháza, 1872.
- Egyházi beszédek. Templomi és temetkezési használatra. Bpest, 1877. (Ism. Prot. Egyh. és Isk. Lap).
- Közönséges egyházi beszédek. Uo. 1877. (Ism. Prot. Egyh. és Isk. Lap.)
- Vegyes költemények. Nyiregyháza, 1879.
- Litkei Péter buji ref. lelkész emlékezete. Nyiregyházán 1879. jún. 12. elmondta. Debreczen, 1879. (Ism. Prot. Egyh. és Isk. Lap 34. sz.)
- Vasárnapi ünnepi és alkalmi imák. Nyiregyháza, 1882. (Ism. Prot. Egyh. és Isk. Lap.)
- Nyiregyháza szabad. kiváltságos város története. Uo. 1886-1887. Két kötet.
- Temetési beszédek és imák. I. kötet. Uo. 1891. (Ism. Prot. Egyh. és Isk. Lap. 2. olcsó k. Bpest, 1897.)
- Köznapi imádságok templomi használatra. Uo. 1894. (2. olcsó k. Miskolcz, 1897.)
- Papi hivatás, papi jellem. Bpest, 1896. (Különnyomat a Prot. Egyh. és Isk. Lapból.)
- Lukács Ödön hátrahagyott költeményei. Debreczen, 1897. (Sajtó alá rendezte Illyés Bálint, a szerző életrajzával.)

Szerkesztette a Szabolcs c. vegyes tartalmú hetilapot 1873. december 21-től 1876. június 30-ig.